# Maytenus guangxiensis
Maytenus guangxiensis là một loài thực vật có hoa trong họ Dây gối. Loài này được C.Y. Cheng & W.L. Sha mô tả khoa học đầu tiên năm 1981.